# Liste des représentants des États-Unis pour la Pennsylvanie
Depuis le recensement de 2020, la Pennsylvanie dispose de 17 élus à la Chambre des représentants des États-Unis, ce nombre est effectif aux élections de 2022.

## Représentation actuelle à la Chambre des représentants (2023-2025)
| District | Nom               | Début du mandat                             | Parti | Parti       |
| -------- | ----------------- | ------------------------------------------- | ----- | ----------- |
| 1        | Brian Fitzpatrick | 3 janvier 2017 (8 ans, 2 mois et 11 jours)  |       | Républicain |
| 2        | Brendan Boyle     | 3 janvier 2015 (10 ans, 2 mois et 11 jours) |       | Démocrate   |
| 3        | Dwight Evans      | 14 novembre 2016 (8 ans et 4 mois)          |       | Démocrate   |
| 4        | Madeleine Dean    | 3 janvier 2019 (6 ans, 2 mois et 11 jours)  |       | Démocrate   |
| 5        | Mary Scanlon      | 3 janvier 2019 (6 ans, 2 mois et 11 jours)  |       | Démocrate   |
| 6        | Chrissy Houlahan  | 3 janvier 2019 (6 ans, 2 mois et 11 jours)  |       | Démocrate   |
| 7        | Susan Wild        | 3 janvier 2019 (6 ans, 2 mois et 11 jours)  |       | Démocrate   |
| 8        | Matt Cartwright   | 3 janvier 2013 (12 ans, 2 mois et 11 jours) |       | Démocrate   |
| 9        | Dan Meuser        | 3 janvier 2019 (6 ans, 2 mois et 11 jours)  |       | Républicain |
| 10       | Scott Perry       | 3 janvier 2013 (12 ans, 2 mois et 11 jours) |       | Républicain |
| 11       | Lloyd Smucker     | 3 janvier 2017 (8 ans, 2 mois et 11 jours)  |       | Républicain |
| 12       | Summer Lee        | 3 janvier 2023 (2 ans, 2 mois et 11 jours)  |       | Démocrate   |
| 13       | John Joyce        | 3 janvier 2019 (6 ans, 2 mois et 11 jours)  |       | Républicain |
| 14       | Guy Reschenthaler | 3 janvier 2019 (6 ans, 2 mois et 11 jours)  |       | Républicain |
| 15       | Glenn Thompson    | 3 janvier 2009 (16 ans, 2 mois et 11 jours) |       | Républicain |
| 16       | Mike Kelly        | 3 janvier 2011 (14 ans, 2 mois et 11 jours) |       | Républicain |
| 17       | Chris Deluzio     | 3 janvier 2023 (2 ans, 2 mois et 11 jours)  |       | Démocrate   |

### Démographie

#### par parti politique
- neuf démocrates
- huit républicains

#### par sexe
- 14 hommes
- quatre femmes

#### par ethnie
- 17 Blancs (cinq démocrates et douze républicains)
- un Afro-Américain (démocrate)

#### par religion
- Christianisme : 18
  - Catholicisme : onze
  - Protestantisme : sept
    - Évangélisme : un
    - Luthéranisme : deux
    - Presbytérianisme : un
    - Baptisme : un
    - Protestantisme non spécifié : un
- Inconnue : trois

#### par tranche d'âge
- De 30 à 40 ans : deux
- De 40 à 50 ans : deux
- De 50 à 60 ans : sept
- De 60 à 70 ans : six
- Plus de 70 ans : un

## Délégations historiques

### Depuis 2003
Après le recensement de 2000, la Pennsylvanie perd deux sièges avec 19 représentants. Dix ans plus tard, l'État perd un siège supplémentaire.
| Congrès          | 1er district  | 2e district      | 3e district           | 4e district            | 5e district               | 6e district          | 7e district          | 8e district                 | 9e district      | 10e district          | 11e district          | 12e district         | 13e district         | 14e district   | 15e district     | 16e district      | 17e district        | 18e district   | 19e district         |
| ---------------- | ------------- | ---------------- | --------------------- | ---------------------- | ------------------------- | -------------------- | -------------------- | --------------------------- | ---------------- | --------------------- | --------------------- | -------------------- | -------------------- | -------------- | ---------------- | ----------------- | ------------------- | -------------- | -------------------- |
| 108e (2003-2005) | Bob Brady (D) | Chaka Fattah (D) | Phil English (en) (R) | Melissa Hart (en) (R)  | John E. Peterson (en) (R) | Jim Gerlach (en) (R) | Curt Weldon (en) (R) | James C. Greenwood (en) (R) | Bill Shuster (R) | Don Sherwood (en) (R) | Paul E. Kanjorski (D) | John Murtha (en) (D) | Joe Hoeffel (D)      | Mike Doyle (D) | Pat Toomey (R)   | Joe Pitts (R)     | Tim Holden (en) (D) | Tim Murphy (R) | Todd Platts (en) (R) |
| 109e (2005-2007) | Bob Brady (D) | Chaka Fattah (D) | Phil English (en) (R) | Melissa Hart (en) (R)  | John E. Peterson (en) (R) | Jim Gerlach (en) (R) | Curt Weldon (en) (R) | Mike Fitzpatrick (R)        | Bill Shuster (R) | Don Sherwood (en) (R) | Paul E. Kanjorski (D) | John Murtha (en) (D) | Allyson Schwartz (D) | Mike Doyle (D) | Charlie Dent (R) | Joe Pitts (R)     | Tim Holden (en) (D) | Tim Murphy (R) | Todd Platts (en) (R) |
| 110e (2007-2009) | Bob Brady (D) | Chaka Fattah (D) | Phil English (en) (R) | Jason Altmire (en) (D) | John E. Peterson (en) (R) | Jim Gerlach (en) (R) | Joe Sestak (D)       | Patrick Murphy (D)          | Bill Shuster (R) | Chris Carney (D)      | Paul E. Kanjorski (D) | John Murtha (en) (D) | Allyson Schwartz (D) | Mike Doyle (D) | Charlie Dent (R) | Joe Pitts (R)     | Tim Holden (en) (D) | Tim Murphy (R) | Todd Platts (en) (R) |
| 111e             | Bob Brady (D) | Chaka Fattah (D) | Kathy Dahlkemper (D)  | Jason Altmire (en) (D) | Glenn Thompson (R)        | Jim Gerlach (en) (R) | Joe Sestak (D)       | Patrick Murphy (D)          | Bill Shuster (R) | Chris Carney (D)      | Paul E. Kanjorski (D) | John Murtha (en) (D) | Allyson Schwartz (D) | Mike Doyle (D) | Charlie Dent (R) | Joe Pitts (R)     | Tim Holden (en) (D) | Tim Murphy (R) | Todd Platts (en) (R) |
| (2009-2010)      | Bob Brady (D) | Chaka Fattah (D) | Kathy Dahlkemper (D)  | Jason Altmire (en) (D) | Glenn Thompson (R)        | Jim Gerlach (en) (R) | Joe Sestak (D)       | Patrick Murphy (D)          | Bill Shuster (R) | Chris Carney (D)      | Paul E. Kanjorski (D) | John Murtha (en) (D) | Allyson Schwartz (D) | Mike Doyle (D) | Charlie Dent (R) | Joe Pitts (R)     | Tim Holden (en) (D) | Tim Murphy (R) | Todd Platts (en) (R) |
| (2010-2011)      | Bob Brady (D) | Chaka Fattah (D) | Kathy Dahlkemper (D)  | Jason Altmire (en) (D) | Glenn Thompson (R)        | Jim Gerlach (en) (R) | Joe Sestak (D)       | Patrick Murphy (D)          | Bill Shuster (R) | Chris Carney (D)      | Paul E. Kanjorski (D) | Mark Critz (D)       | Allyson Schwartz (D) | Mike Doyle (D) | Charlie Dent (R) | Joe Pitts (R)     | Tim Holden (en) (D) | Tim Murphy (R) | Todd Platts (en) (R) |
| 112e (2011-2013) | Bob Brady (D) | Chaka Fattah (D) | Mike Kelly (R)        | Jason Altmire (en) (D) | Glenn Thompson (R)        | Jim Gerlach (en) (R) | Pat Meehan (R)       | Mike Fitzpatrick (R)        | Bill Shuster (R) | Tom Marino (R)        | Lou Barletta (R)      | Mark Critz (D)       | Allyson Schwartz (D) | Mike Doyle (D) | Charlie Dent (R) | Joe Pitts (R)     | Tim Holden (en) (D) | Tim Murphy (R) | Todd Platts (en) (R) |
| 113e (2013-2015) | Bob Brady (D) | Chaka Fattah (D) | Mike Kelly (R)        | Scott Perry (R)        | Glenn Thompson (R)        | Jim Gerlach (en) (R) | Pat Meehan (R)       | Mike Fitzpatrick (R)        | Bill Shuster (R) | Tom Marino (R)        | Lou Barletta (R)      | Keith Rothfus (R)    | Allyson Schwartz (D) | Mike Doyle (D) | Charlie Dent (R) | Joe Pitts (R)     | Matt Cartwright (D) | Tim Murphy (R) |                      |
| 114e (2015-2017) | Bob Brady (D) | Dwight Evans (D) | Mike Kelly (R)        | Scott Perry (R)        | Glenn Thompson (R)        | Ryan Costello (R)    | Pat Meehan (R)       | Mike Fitzpatrick (R)        | Bill Shuster (R) | Tom Marino (R)        | Lou Barletta (R)      | Keith Rothfus (R)    | Brendan Boyle (D)    | Mike Doyle (D) | Charlie Dent (R) | Joe Pitts (R)     | Matt Cartwright (D) | Tim Murphy (R) |                      |
| 115e             | Bob Brady (D) | Dwight Evans (D) | Mike Kelly (R)        | Scott Perry (R)        | Glenn Thompson (R)        | Ryan Costello (R)    | Pat Meehan (R)       | Brian Fitzpatrick (R)       | Bill Shuster (R) | Tom Marino (R)        | Lou Barletta (R)      | Keith Rothfus (R)    | Brendan Boyle (D)    | Mike Doyle (D) | Charlie Dent (R) | Lloyd Smucker (R) | Matt Cartwright (D) | Tim Murphy (R) |                      |
| (2017-2018)      | Bob Brady (D) | Dwight Evans (D) | Mike Kelly (R)        | Scott Perry (R)        | Glenn Thompson (R)        | Ryan Costello (R)    | Pat Meehan (R)       | Brian Fitzpatrick (R)       | Bill Shuster (R) | Tom Marino (R)        | Lou Barletta (R)      | Keith Rothfus (R)    | Brendan Boyle (D)    | Mike Doyle (D) | Charlie Dent (R) | Lloyd Smucker (R) | Matt Cartwright (D) | Tim Murphy (R) |                      |
| (2018-2019)      | Bob Brady (D) | Dwight Evans (D) | Mike Kelly (R)        | Scott Perry (R)        | Glenn Thompson (R)        | Ryan Costello (R)    | Pat Meehan (R)       | Brian Fitzpatrick (R)       | Bill Shuster (R) | Tom Marino (R)        | Lou Barletta (R)      | Keith Rothfus (R)    | Brendan Boyle (D)    | Mike Doyle (D) | Charlie Dent (R) | Lloyd Smucker (R) | Matt Cartwright (D) | Conor Lamb (D) |                      |